# 高知県道309号吾桑停車場線
高知県道309号吾桑停車場線（こうちけんどう309ごう あそうていしゃじょうせん）は、高知県須崎市を通る一般県道である。

## 概要
JR四国土讃線吾桑駅前から国道494号交点に至る。
2022年（令和4年）1月25日、終点位置が須崎市吾桑小浜交差点から終点までの区間を国道494号の旧道と重複するかたちで国道494号の現道交点に延伸され、同年5月27日に国道494号の旧道の国道指定が解除された。

### 路線データ
- 起点：高知県須崎市吾井郷（JR四国土讃線吾桑駅前）
- 終点：高知県須崎市吾井郷（国道494号交点）

## 歴史
- 1959年（昭和34年）4月20日 - 高知県告示第252号により路線認定。当時の整理番号は123[3]。
- 2022年（令和4年）
  - 1月25日 - 高知県告示第62号により終点位置が須崎市吾桑小浜交差点から終点までの区間を国道494号の旧道と重複するかたちで国道494号の現道交点に延伸[1]。
  - 2月15日 - 高知県告示第136号により須崎市吾桑小浜交差点から終点までの区間の道路区域（延長407 m）が決定[4]。
  - 5月27日 - 高知県告示第534号により国道494号の旧道の国道指定が解除され、須崎市吾桑小浜交差点から終点までの区間が本路線の単独区間となる[2]。

## 地理

### 通過する自治体
- 高知県
  - 須崎市

### 交差する道路
| 交差する道路 | 交差する場所 | 交差する場所 |
| ------------ | ------------ | ------------ |
| 国道494号    | 吾井郷       | 終点         |

### 沿線
- JR四国土讃線吾桑駅
- 須崎市立吾桑小学校